# Renáta Březinová
Renáta Březinová (ur. 6 stycznia 1990) – czeska koszykarka występująca na pozycji środkowej, reprezentantka kraju, obecnie zawodniczka 1KS Ślęzy Wrocław.
3 lipca 2022 została zawodniczką Ślęzy Wrocław.

## Osiągnięcia
Stan na 20 kwietnia 2023, na podstawie, o ile nie zaznaczono inaczej.

### Drużynowe
- Finalistka Pucharu Czech (2018)
- Uczestniczka rozgrywek Eurocup (2016/2017)

### Indywidualne
(* – nagrody przyznane przez portal eurobasket.com)
- Środkowa roku grupy B II ligi włoskiej (2014)*
- Zaliczona do*:
  - I składu grupy B II ligi włoskiej (2014)
  - składu honorable mention ligi czeskiej (2012, 2018)
- Liderka całego sezonu (włącznie z play-off) EBLK w skuteczności rzutów za 3 punkty (2023 – 45,7%)[4]

### Reprezentacja
Seniorów
- Uczestniczka kwalifikacji do Eurobasketu (2019)

Młodzieżowe
- Wicemistrzyni Europy U–16 (2006)
- Brązowa medalistka mistrzostw:
  - Europy U–18 (2008)
  -  Europy U–20 dywizji B (2010)
- Uczestniczka mistrzostw:
  - świata U–19 (2007 – 7. miejsce, 2009 – 10. miejsce)
  - Europy U–18 (2007, 2008)
- Zaliczona do*:
  - II składu mistrzostw Europy U–18 (2008)
  - składu honorable mention mistrzostw świata U–19 (2009)